# Diosamante
Diosamante est une série de bande dessinée d'heroic fantasy du scénariste Alejandro Jodorowsky avec les dessins de Jean-Claude Gal aux Humanoïdes associés.

## Synopsis
Tome 1 : Diosamante, reine d'Arhas, d'une aussi exceptionnelle beauté que sa cruauté, décide d'aller assassiner Urbal, roi de Saraba, parce qu'on le dit plus fort et plus sage qu'elle. Mais au moment de passer à l'acte, elle tombera éperdument amoureuse de lui, au point d'endurer les pires épreuves pour se montrer digne de lui.
Tome 2 : Les enfants de Diosamante sont enlevés. Elle part à leur recherche.

## Albums
1. La Parabole du royaume en feu
2. La Parabole du fils perdu